# Герб Вестергётланда
Герб Вестергётланда (швед. Västergötlands vapen) — символ шведской исторической провинции (ландскапа) Вестергётланд.
В период с 1942 по 1997 год  также использовался как символ административно-территориального образования лена Скараборг, а после объединения последнего с соседними ленами — как элемент герба образованного лена Вестра-Гёталанд.

## История
Использовался для процессии во время похорон короля Густава Вазы 1560 года. На древнейшем известном изображении 1562 года на гербе ландскапа лев дополнен четырьмя звездами. В дальнейшем количество звезд сократилось до двух. 
Современный вид герба утвержден в 1885 году.

## Описание (блазон)
В скошенном слева на чёрное и золотое поля лев в обратных цветах с червлёным вооружением, в чёрном поле вверху слева и внизу справа — по серебряной шестилучевой звезде.

## Содержание
Лев на скошенном щите был в XIII в. гербом вестерготландского феодала Торгиля Кнуттсона.
Герб ландскапа может увенчиваться герцогской короной.

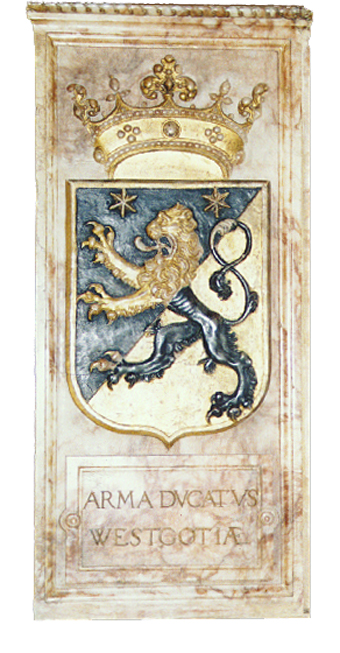
Герб Вестергётланда на надгробии Густава Вазы
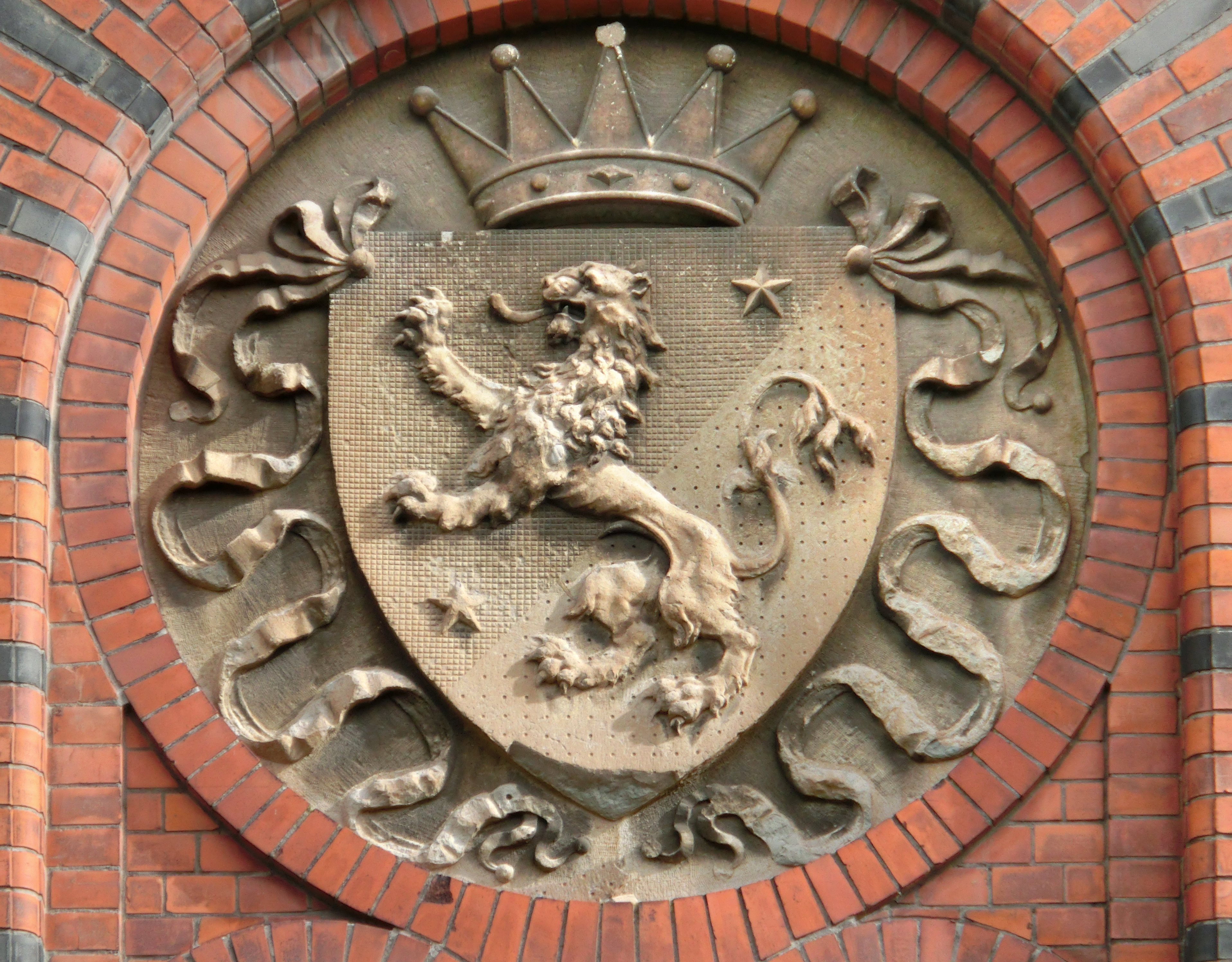
Герб Вестергётланда на фасаде больницы (Фальчепинг)
Герб ландскапа с герцогской короной